# Live at the Royal Albert Hall (альбом Emerson, Lake & Palmer)
Live at the Royal Albert Hall — живий альбом англійської групи Emerson, Lake & Palmer, який був випущений у 1993 році.

## Композиції
1. Karn Evil 9: 1st Impression, Pt. 2 – 1:50
2. Tarkus – 9:26
3. Knife Edge – 5:26
4. Paper Blood – 4:09
5. Romeo and Juliet – 3:41
6. Creole Dance – 3:20
7. Still.. You Turn Me On – 3:13
8. Lucky Man – 4:38
9. Black Moon – 6:31
10. Pirates – 13:21
11. Finale – 14:40

## Учасники запису
- Кіт Емерсон — орган, синтезатор, фортепіано, челеста, клавішні, орган Гаммонда, синтезатор Муґа
- Ґреґ Лейк — акустична гітара, бас-гітара, електрогітара, вокал
- Карл Палмер — перкусія, ударні